# 柏組
柏組（かしわぐみ）は、プロレスラーのユニット。KAIENTAI-DOJOを主戦場として活動している。

## 歴史
TAKAみちのくが率いる吉田屋を離脱した柏大五郎と石坂鉄平にPSYCHOを加えて柏組として活動を開始、3人でお揃いのリベラのジャンパーを着て登場する。
新人としてデビューした稲松三郎が後に加入、柏組の歌で人気者に。執拗な勧誘により山縣優が柏組のあねごとして加入してKAIENTAI-DOJOでの人気ナンバーワンユニットへ成長し活躍、2004年のK-SURVIORトーナメントで優勝し賞金を組長柏の独断で団体に寄付した。またメンバー3人で仙台のパチンコ店のCMに出演した。
人気においては敵なしの状態が続いていたが、2004年末には強力ユニット「勤王党」や「バジリスク」が登場し苦戦、2005年の2リーグ制導入（GET＆RAVE）により柏組はRAVE所属となったが、いきなりPSYCHOがGETに現れ離脱した。その後、稲松三郎や山縣優も柏組を卒業しメンバー数2人となる。
2006年には柏と石坂の仲が不和となりDJニラに「キングK」として祭り上げられた柏と房総ボーイ雷斗と組んだ石坂の抗争が繰り広げられた。
また、マイク・リーJr.と石坂の「鉄平ちゃんこ」をめぐる戦いはユニットを巻き込む程の激しいものとなり、以降マイクはちゃんこキャラとして定着した。
その後いつの間にかMIYAWAKIが加入し熱い戦いを模索し始める。さらに正体不明の謎のマネージャーMr.Tも加入しかつての勢いを取り戻すべく奮闘する。
2006年5月13日には新日本プロレスの大会であるWRESTLE LANDに柏と石坂が参加し高く評価され、以降レギュラー参戦を続けている。
2007年、新たにメンバーを増やしKASHIWA DOJOに改名するも、リーグ統一とともにまた柏組に戻る。

## メンバー
- 柏大五郎（組長）
- 石坂鉄平
- Mr.T（専属マネージャー）

## 元メンバー
- DJニラ(引退→フリー)
- MIYAWAKI(2006年にGET移籍)
- PSYCHO（2005年にGET移籍）
- 山縣優（2005年に柏組を卒業）
- 稲松三郎（2005年に柏組を卒業）
- 房総ボーイ雷斗（2007年加入→脱退）
- マイク・リーJr.（2007年加入→脱退）

## テーマ曲
「柏組テーマ」（MAKIKO）※キングレコード「KAIENTAI DOJO 2」に収録